# Khachaghbyur
Khachaghbyur (in armeno Խաչաղբյուր?, in passato Chakhirlu e Sovietakert) è un comune dell'Armenia di 1 414 abitanti (2009) della provincia di Gegharkunik.